# University of Wales
Die Universität von Wales (walisisch Prifysgol Cymru) war eine föderale Universität mit Mitgliedsinstituten in allen Teilen von Wales. 2011 ging sie in der University of Wales Trinity Saint David auf. Der 1893 gegründeten Institution gehören sowohl alte traditionsreiche Universitäten wie Aberystwyth als auch erst nach 1992 gegründete Anstalten an.
Die Verwaltung befand sich in Cardiff. Weitere Standorte waren Swansea, Newport, Wrexham, Carmarthen und Lampeter. An der direkt von der UoW betriebenen Wales Dictionary Unit wurde das Geiriadur Prifysgol Cymru (University of Wales Dictionary) herausgegeben, das für die walisische Sprache denselben Stellenwert hat, wie das Oxford English Dictionary für die Englische.

## Mitglieder
Vollmitglieder:
- University of Wales, Bangor
- University of Wales, Newport
- University of Wales Institute, Cardiff (UWIC)
- University of Wales, Lampeter
- University of Wales, Swansea
- Glyndwr University (früher: North East Wales Institute of Higher Education (NEWI))
- Swansea Institute of Higher Education

Übergangsstatus (die Institutionen traten im Juli 2004 
der University of Wales bei und sollen Vollmitglieder werden):
- Royal Welsh College of Music and Drama
- Trinity College, Carmarthen

Ehemalige Mitglieder:
- University of Wales, Aberystwyth, jetzt Aberystwyth University